# Nikolausspiel
Das Nikolausspiel oder Nikolospiel ist ein Brauch im österreichischen, bayrischen und Südtiroler Alpenland, welcher während der Adventzeit begangen wird. Im Mittelpunkt einer solchen Veranstaltung steht die Figur des heiligen Nikolaus sowie die des Krampus. Als Volksschauspiel gehört das Nikolausspiel in verschiedenen Orten zu den traditionellen Aufführungen.
Im Rahmen dieser Veranstaltung führt eine Gruppe mehrere Szenen auf, die schließlich mit der Ankunft des Nikolaus ihren Höhepunkt finden. Oftmals finden vor dem Spiel Umzüge durch die Orte statt, und stets sind diese von einer Schar von Krampussen begleitet.
Während der Begriff „Krampusspiel“ für manche ähnliche Veranstaltungen existiert, bezeichnen sich die traditionell gehaltenen Veranstaltungen dieser Art selbst als Nikolausspiele, da die Figur des Nikolaus im Zentrum steht.

## Ursprung
Das Nikolausspiel entstand wahrscheinlich aus dem mittelalterlichen Einkehrbrauch bei Familien mit Kindern. Im Ablauf des Spiels besucht ein Bischof oder Vertreter des Bischofs die Familien, um die Kinder über gute Lebensführung zu belehren und sie gegebenenfalls zu belohnen, wenn sie sich an die Regeln gehalten hatten. Erst Ende des 13. Jahrhunderts wurde der heilige Nikolaus (Schutzpatron der Kinder) zur Titelfigur des Brauchs.
Spätestens im 16. Jahrhundert, im Laufe der Gegenreformation, dürfte der Nikolaus-Brauch, wie er heute noch betrieben wird, entstanden sein. Als pädagogischer und katechetischer Erzieher setzte sich die Bischofsgestalt endgültig durch. Diese Spiele stehen in klarer Abgrenzung zu den sogenannten „Mirakelspielen“, die sich hauptsächlich um das Leben und Wirken des heiligen Nikolaus von Myra drehten. Das heute betriebene Nikolausspiel hat nicht mehr das Leben des Bischofs Nikolaus zum Inhalt, sondern zeigt Ausschnitte aus dem Alltagsleben, teilweise mit satirischem Anhauch.

## Der typische Ablauf eines Nikolausspiels
Das Nikolausspiel ist als Aufführung mit einzelnen, kaum zusammenhängenden Szenen, welche alle durch ein konkretes Auftreten und Abtreten der Figuren markiert sind. Bei den meisten Nikolausspielen lässt sich eine gewisse Abfolge der Szenen erkennen:
- Auftritte der Ankünder, des Jägers und des Quartiermachers
- Einkehrszene des Bischofs
- Jedermann-Szene, die meistens als Bettelmann-Szene gehalten wird
- Luziferpredigt, bzw. Teufelspredigten
- Zwischenauftritte und Zwischenszenen
- Treiben der Krampusse[3]

Die Ankünder (auch Schab genannt) und Einzelpersonen oder Gruppen führen ihre Szenen vor dem Auftritt des Nikolaus auf. Manche dieser Szenen stammen eventuell von anderen Festen und wurden ins Nikolausspiel integriert. Die Schab selbst sind stumme, in Stroh gekleidete Gestalten, welche den Umzug akustisch durch das Knallen ihrer "Goaßl", der Peitsche, ankündigen. Neben den Schab dient auch der Jäger als Ankünder: Er informiert die Zuschauer über die baldige Ankunft des heiligen Bischofs Nikolaus.
Der Bischof kehrt ein, belehrt die Zuschauer und teilt eventuell Geschenke an die Kinder aus. Auf die Predigt des Nikolaus folgt die Jedermann-Szene. Im Gegensatz zum namensgebenden Stück wird jedoch hier nicht ein reicher, sondern ein armer Mensch vor seinem Tod mit seinen Sündern konfrontiert. Daraufhin treten die Krampusse erstmals auf, angeführt von Luzifer, der ebenfalls in Krampusgestalt dargestellt wird. Eventuell folgen noch Zwischenszenen, und die Krampusse werden auf die Zuschauer losgelassen.
Nachdem sich die „höllischen Wesen“ eine Weile lang austoben durften, werden sie wieder zurückgerufen, und das Nikolausspiel klingt aus. Entweder ist die Veranstaltung vorbei, oder die Gruppe zieht nur zum nächsten Spielort weiter, an dem sich das Spiel wiederholt.

## Das Nikolausspiel als Volksschauspiel
Das Nikolausspiel zählt auch zu den Volksschauspielen. Als Volksschauspiel werden Stücke bezeichnet, die von Laien dargestellt werden; die Namen der Verfasser bleiben unbekannt. Das Volksschauspiel wird als Brauch und Tradition empfunden und erscheint meist nicht auf dem Spielplan des professionellen Theaters.
Das Nikolausspiel verwendet Maskierung. Die Krampusse verstecken ihre Gesichter hinter den meist geschnitzten „Larven“, die Ankünder sind unter ihren Strohgewändern nicht zu erkennen, und auch der namensgebende Nikolaus ist durch den Bart, der einen Großteil seines Gesichts bedeckt, nur schwer zu identifizieren. Durch das Aufsetzen der Maske wird der Rollenwechsel vom Alltagsmensch zur dargestellten Figur so stark verdeutlicht, dass kein Zweifel an der Gespieltheit dieser Figur besteht.
Wie in der Commedia dell’arte schlüpfen die Darsteller eines Nikolausspiels mit dem Aufsetzen ihrer Masken in ihre Rollen – und legen diese auch gemeinsam mit den Masken wieder ab.

## Spielstätten
- Bad Mitterndorfer Nikolospiel